# S/2003 J18
S/2003 J18 is een maan van Jupiter die is ontdekt door Brett J. Gladman et al. De maan is ongeveer 2 kilometer in doorsnede en draait om Jupiter met een baanstraal van 20,805 Gm in 506,86 dagen.